# فيليكس خوسيه
فيليكس خوسيه هو لاعب كرة قاعدة دومينيكاني، ولد في 2 مايو 1965 في سانتو دومينغو في جمهورية الدومينيكان.

## وصلات خارجية
- فيليكس خوسيه على موقع دوري كرة القاعدة الرئيسي (الإنجليزية)
- فيليكس خوسيه على موقع دوري كوريا الجنوبية لكرة القاعدة (الإنجليزية)
- فيليكس خوسيه على موقعبيزبول رفرنس.كوم (الدوري الرئيسي) (الإنجليزية)
- فيليكس خوسيه على موقعبيزبول رفرنس.كوم (الدوري الثانوي) (الإنجليزية)
- فيليكس خوسيه على موقع إي إس بي إن.كوم (أم.أل.بي) (الإنجليزية)
- فيليكس خوسيه على موقع مشجعي الرسوم البيانية (الإنجليزية)